# Windsor Place
Windsor Place – wieś w Stanach Zjednoczonych, w stanie Missouri, w hrabstwie Cooper.